# Valeria Galviz
Valeria Galviz, née le 1989 à Cartago Valle est une actrice et mannequin colombienne devenue célèbre pour avoir participé à des productions au Mexique.

## Biographie
Elle a étudié la communication sociale à l'Université Lumières, à Lyon, où elle a vécu pendant quatre ans et où elle a acquis son goût inlassable pour le vin. Elle aime lire, parler, voyager et « connaître différentes cultures, religions, langues, goûts et couleurs ».

## Télévision
- 2015 : UEPA : Un escenario para amar
- 2015 : Tanto amor